# Partito Democratico dell'Azerbaigian
Il Partito Democratico dell'Azerbaigian (in azero: Azərbaycan Demokrat Partiyası, ADP) è un partito politico di opposizione in Azerbaigian.

## Storia
Il Partito Democratico dell'Azerbaigian è stato fondato il 26 gennaio del 1991 da parte di 27 persone. Il 17 ottobre, è stato registrato dal Consiglio dei Ministri della Repubblica autonoma di Naxçıvan. È stato registrato dal Ministero della Giustizia della Repubblica dell'Azerbaigian il 14 marzo 1993, dopo l'adozione di una nuova legge sui partiti politici. Più tardi nello stesso anno, la sede del partito è stato spostato nella città di Baku. Sərdar Cagaloğlu è stato eletto come leader del partito al primo Congresso di ADP ed è rimasto unico leader del ADP tra il 1994-1996. Al fine di evitare la partecipazione dell'ADP alle elezioni parlamentari, il Ministero della Giustizia, su richiesta politica, ha annullato la registrazione del partito illegalmente il 1º settembre 1995. Come risultato di cinque anni intensi e di continua lotta e dalla pressione delle organizzazioni internazionali e del corpo diplomatico per il governo, il Ministero della giustizia ha dovuto nuovamente registrare il partito ADP.

## Conferenze
- Prima Conferenza - 25.04.1992, Naxçıvan
- Seconda conferenza - 28.07.1993, Baku
- Terza Conferenza - 23.01.1994, Baku
- Sesta Conferenza (Unificazione)  - 29.11.1998, Baku
- Settima Conferenza di emergenza - 22.06.2003, Baku

## Congressi
- 1- Primo Congresso - 08.07.1994, Baku
- 2- Secondo Congresso (di emergenza) - 10.09.1995, Baku
- 3- Terzo Congresso straordinario (unificazione) e
- 4- Quarto Congresso (unificazione) - 30.03.1996, Baku
- 5- Terzo Congresso (straordinaria) - 25.04.1998, Baku
- 8- Ottavo Congresso - 23.04.2005, Baku
- 9- Nono Congresso - 27.05.2005, Baku